# Mölndal (comuna)
Mölndal  (em sueco: Mölndals kommun ou Mölndals stad) é uma comuna da Suécia localizada no condado da Västra Götaland, tendo ainda uma pequena parcela no condado da Halland. Sua capital é a cidade de Mölndal. Possui 146 quilômetros quadrados e de acordo com o censo de 2018, havia 68 152 residentes. Atualmente, está ligada à cidade de Gotemburgo, fazendo parte da Área Metropolitana de Gotemburgo (Storgöteborg). Além de sua capital, engloba a localidade de Hällesåker, com 694 residentes de acordo com o censo de 2018.

## Economia
Mölndal é uma comuna com tradições industriais. Hoje em dia conta com 6 600 empresas, com destaque para a tecnologia avançada e para o comércio de grande envergadura. Particular relevo é dado à empresa biofarmacêutica AstraZeneca e ao empório comercial da IKEA. Os maiores empregadores do setor público são a própria comuna e o Hospital Universitário Sahlgrenska. 

## Comunicações
Pela comuna passas as estradas europeias E6 (Trelleborg - Mölndal - Gotemburgo) e E20 (Malmo - Mölndal - Gotemburgo), assim como a ferrovia Linha da Costa Oeste (Lund - Mölndal - Gotemburgo). Está a 18 quilômetros do aeroporto de Landvetter e a 31 do porto de Gotemburgo.

## Patrimônio turístico
As atrações turísticas mais emblemáticas da comuna são o Palácio de Gunnebo do século XVIII, o Hipódromo de Åby e a Igreja de Fässberg.